# Avenida Central (Ciudad de Panamá)
La Avenida 7ª Central, simplemente conocida como Avenida Central, es una de las principales vías y áreas comerciales de la Ciudad de Panamá. Inicia en la intersección con la Avenida A en el Casco Antiguo de Panamá, continúa hasta el Parque de Santa Ana y llega hasta la Calle 42 en el corregimiento de Bella Vista. En este punto se inicia la Vía España.

## Monumento histórico Nacional
El 20 de noviembre de 2003 la Comisión de Educación, Cultura y Deportes de la Asamblea Nacional propuso incluir en el Proyecto de Ley 32 que declara monumentos históricos nacionales y conjuntos monumentales históricos, un artículo que indicaba lo siguiente:  
Artículo Nuevo 1: Decláranse Conjuntos Monumentales Históricos Nacionales, los
siguientes Edificios Representativos de la Evolución Arquitectónica del siglo XX...

1.  Zona Histórica de la Avenida Central, Santa Ana - Plaza 5 de mayo.
Sin embargo el texto aprobado en tercer debate el 12 de marzo de 2004 excluyó este numeral.
En 2006, se promulga la Ley 33 que declara Conjunto Monumental Histórico los sitios y las edificaciones situados en un polígono ubicado en los corregimientos de Calidonia y Ancón.  En este polígono se incluyó parte de la Avenida Central.

## Poesía
La Avenida Central es mencionada en un escrito por Demetrio Korsi publicado en la Revista Lotería en 1998 ilustrando la avenida central.

Panamá, la fácil, Panamá la abierta, 
Panamá la de esa avenida central 
que es encrucijada, puente, puerto y 
puerta por donde debiera entrarse al Canal.
Demetrio Korsi, Revista Lotería de 1998.

## Coordenadas
| Desde                      | Desde                                       | Hasta                     | Hasta                                       | Distancia en km | Acumulado en km |
| Localización               | Coordenada                                  | Localización              | Coordenada                                  | Distancia en km | Acumulado en km |
| -------------------------- | ------------------------------------------- | ------------------------- | ------------------------------------------- | --------------- | --------------- |
| Intersección con Avenida A | 8°57′05″N 79°31′56″O / 8.951279, -79.532207 | Catedral Metropolitana    | 8°57′08″N 79°32′06″O / 8.952360, -79.535002 | 0,4             | 0,4             |
| Catedral Metropolitana     | 8°57′08″N 79°32′06″O / 8.952360, -79.535002 | Parque de Santa Ana       | 8°57′13″N 79°32′18″O / 8.953722, -79.538387 | 0,4             | 0,8             |
| Parque de Santa Ana        | 8°57′13″N 79°32′18″O / 8.953722, -79.538387 | Calle 17                  | 8°57′27″N 79°32′26″O / 8.957479, -79.54057  | 0,5             | 1,3             |
| Calle 17                   | 8°57′27″N 79°32′26″O / 8.957479, -79.54057  | Plaza 5 de mayo           | 8°57′38″N 79°32′27″E / 8.960568, 79.540951  | 0,3             | 1,6             |
| Plaza 5 de mayo            | 8°57′38″N 79°32′27″E / 8.960568, 79.540951  | La Cuchilla de Calidonia  | 8°58′04″N 79°32′22″O / 8.967849, -79.539438 | 0,9             | 2,5             |
| Cuchilla de Calidonia      | 8°58′04″N 79°32′22″O / 8.967849, -79.539438 | Antiguo IJA del Casino    | 8°58′21″N 79°32′12″O / 8.972607, -79.536644 | 0,6             | 3,1             |
| Antiguo IJA del Casino     | 8°58′21″N 79°32′12″O / 8.972607, -79.536644 | Intersección con Calle 42 | 8°58′31″N 79°32′04″O / 8.975193, -79.534525 | 0,3             | 3,4             |

### Calles y avenidas
- Avenida Balboa
- Calle 50
- Cinta Costera
- Corredor Sur
- Vía España
- Vía Ricardo J. Alfaro

### Sitios de interés
- Monumentos de Panamá